# Кава, Дмитрий Богданович
Дмитрий Богданович Кава (род. 13 июня 1968, Новосибирск, РСФСР, СССР) — российский деятель органов внутренних дел. Министр внутренних дел по Республике Ингушетия с 1 мая 2017 по 1 мая 2019. Генерал-лейтенант полиции (2018).

## Биография
Родился 13 июня 1968 Новосибирске. С 1986 по 1988 проходил срочную службу в рядах Советской армии.
В 1993 окончил Новосибирский институт инженеров водного транспорта, в 2010 окончил Академию управления МВД России.
В 1993 поступил на службу в отдел внутренних дел Центрального района Новосибирска.
- С сентября 2000 по февраль 2002 — начальник ОУР ОВД Центрального района Новосибирска.
- С февраля 2002 по июль 2003 — первый заместитель начальника УВД Центрального района Новосибирска — начальник криминальной милиции.

С июля 2003 по май 2014 служил на различных должностях в Главном управлении МВД России по Сибирскому федеральному округу.
- С июля 2011 по 1 августа 2013 — заместитель начальника полиции Главного управления МВД России по Сибирскому федеральному округу — начальник Центра по противодействию экстремизму[1].
- С 1 августа 2013 по 27 мая 2014 — заместитель начальника Главного управления МВД России по Сибирскому федеральному округу — начальник полиции[1][2]
- С 3 октября 2014 по 1 мая 2017 — заместитель начальника ГУ МВД России Ставропольскому краю — начальник полиции[3][4].

Указом Президента Российской Федерации от 10 ноября 2015 присвоено специальное звание «генерал-майор полиции».
- С 1 мая 2017 по 1 мая 2019 — министр внутренних дел по Республике Ингушетия[4][6].

Указом Президента Российской Федерации от 11 июня 2018 присвоено специальное звание «генерал-лейтенант полиции».

## Увольнение
В апреле 2019 СМИ сообщили об отставке Дмитрия Кавы с поста министра внутренних дел по Республике Ингушетия по собственному желанию на фоне событий в Магасе: жители Ингушетии выразили своё мнение против утверждения регионального конституционного закона «О референдуме Республики Ингушетия». Закон предусматривал, среди прочего, установление административной границы между Ингушетией и Чечнёй. В ходе митингов произошли столкновения митингующих и сотрудников полиции, при этом часть сотрудников Росгвардии вместе с сотрудниками отдельного батальона полиции отказалась разгонять протест.
Освобождён от должности 1 мая 2019.

## Награды
- Медаль «За отличие в охране общественного порядка»
- Нагрудный знак «Почётный сотрудник МВД»